# Te splendor
Te splendor ist ein gregorianischer Hymnus für den Erzengel Michael. Er ist in der Raccolta-Sammlung, einem päpstlichen, mit Ablässen versehenen Gebetbuch enthalten.  
1817 gewährte Papst Pius VII. einen Ablass von 200 Tagen, wenn jeden Tag der Hymnus zu Ehren des Erzengel Michael gesungen wird, um seine Gunst sowie Schutz vor Angriffen zu erhalten.

## Text
Der lateinische Text lautet:
Te splendor et virtus Patris

Te vita, Iesu, cordium,

ab ore qui pendent tuo,

laudamus inter Angelos.

Tibi mille densa milium

ducum corona militat;

sed explicat victor Crucem

Michael salutis Signifer.

Draconis hic dirum caput

in ima pellit tartara,

ducemque cum rebellibus

caelesti ab arce fulminat.

Contra ducem superbiae

sequamur hunc nos Principem,

ut detur ex Agni throno

nobis corona gloriae.

Patri, simulque Filio,

tibique, Sancte Spiritus,

sicut fuit, sit iugiter

saeculum per omne gloria. Amen.

Princeps gloriosissime Michael Archangele, esto memor nostri; hic et ubique semper precare pro nobis Filium Dei.

V. In conspectu Angelorum psallam tibi, Deus meus:

R. Adorabo ad templum sanctum tuum, et confitebor nomini tuo.

Oremus

Deus, qui miro ordine Angelorum ministeria hominumque dispensas, concede propitius, ut a quibus tibi ministrantibus in caelo semper assistitur, ab his in terra vita nostra muniatur. Per Christum Dominum nostrum.

Amen.